# Marea Salton
Marea Salton este un lac interior salin din deșertul Colorado, situat în sudul statului  California. Are o suprafață de 974 km².